# Diane Barwick
Diane Elizabeth MacEachern Barwick (* 29. April 1938 in Vancouver; † 4. April 1986 in Canberra) war eine kanadische Anthropologin, Historikerin und Aktivistin für die Rechte der Aborigines.

## Leben
Barwick wurde 1938 als Tochter des Waldarbeiters Ronald Bernard McEachern und dessen Ehefrau Beatrice Rosemond geboren. Da Barwick fast immer bei den Eltern in Holzfällercamps lebte, wurde sie per Fernunterricht unterrichtet und besuchte nur im letzten Schuljahr eine High School.
Barwick schloss 1959 ein Studium der Anthropologie an der University of British Columbia ab. In ihrer Abschlussarbeit The Logging Camp as Sub-Culture untersuchte sie die Subkultur der Holzfäller im Englewood Valley und fußte auf Feldforschung in Holzfällercamps. Nach ihrem Abschluss arbeitete sie ein Jahr im Provincial Museum of Natural History and Anthropology in Victoria (British Columbia). 1960 ging sie nach Australien, wo sie bis 1964 an der Australian National University (ANU) promovierte. Im folgenden Jahr heiratete sie den neuseeländischen Zoologen Richard Essex Barwick. Das Paar bekam 1973 eine Tochter.
1964 war sie Gründungsmitglied des Australian Institute of Aboriginal Studies (AIAS; heute: Australian Institute of Aboriginal and Torres Strait Islander Studies), wo sie auch forschte und lehrte. Von März 1966 bis Juni 1972 war sie Fellow im Fachbereich Anthropologie und Soziologie der ANU Research School of Pacific Studies. 1978 wurde sie die erste Frau, die in das Kuratorium der AIAS gewählt wurde. Bis 1982 unterstützte sie vor allem die Veröffentlichungen des Instituts. Von 1982 bis 1986 war sie Mitglied des historischen Komitees des Instituts; zwischen 1983 und 1986 saß sie der Veröffentlichungskommission vor.
Barwick war zwischen 1974 und 1978 als Lehrerin an der ANU angestellt. 1977 war sie Mitbegründerin und Herausgeberin der Aboriginal History, dem Magazin des Australian Centre for Indigenous History an der Research School of Social Science der ANU. Sie blieb bis 1982. 1979 arbeitete sie ein Jahr lang als Wissenschaftlerin am Fachbereich Geschichte des Research School of Social Sciences. 1980 wurde sie Mitglied des Aboriginal Treaty Committee und begann sich für die Rechte der Aborigines einzusetzen. 1985/86 war sie für das AIAS ehrenamtlich tätig, um ein nationales biografisches Register der Aborigines aufzubauen.
1986 starb Barwick nach einer Hirnblutung im Royal Canberra Hospital. Sie wurde auf dem Friedhof Gungahlin in Canberra bestattet.

## Forschung
Barwicks Forschungsschwerpunkte waren die traditionellen und modernen Aspekte des Lebens der Aborigines. Immer wieder setzte sie sich gegen Vorurteile und Ungerechtigkeiten für die Aborigines ein. Dabei machte sie immer wieder darauf aufmerksam, wie wichtig den indigenen Völkern Australiens ihre Verbindung zu ihrem Land sei und verurteilte die Enteignungen; ihre Arbeit war ein bedeutender Beitrag für das Verständnis des Kolonialismus. 1984 veröffentlichte sie den Artikel Mapping the Past: An Atlas of Victorian clans, 1835 – 1904, der ein bedeutsamer Beitrag zum Verständnis der Besitzverhältnisse des Landes der Aborigines in Victoria war, erschlossen mittels Genealogien und Biographien. Dieser Artikel sollte als die Grundlage für eine spätere umfassendere, listenförmige Zusammenstellung aborigener Biographien im Rahmen der AIATSIS (Australian Institute of Aboriginal and Torres Strait Islander Studies) dienen. Zu diesem erweiterten Werk ist es durch ihren frühen Tod nicht mehr gekommen.

## Ehrungen
Die Diane Barwick Street am Gubur Dhaura Heritage Park in Canberra ist nach der Wissenschaftlerin benannt.

## Schriften (Auswahl)
- And the Lubras are Ladies Now. In: Fay Gale (Hrsg.): Women’s Role in Aboriginal Society, Australian Institute of Australian Studies, Canberra 1970
- Outcasts in White Australia, 1971.
- mit Michael Mace, Tom Stannage: Handbook for Aboriginal and Islander History. Aboriginal History, Canberra 1979 (Zweite Auflage 1980; dritte Auflage 1984)
- Mapping the Past: An Atlas of Victorian Clans 1835-1904, Teil 1, in: Aboriginal History 1984, 8(2), S. 100–131
- mit Isobel White, Betty Meehan: Fighters and Singers. The lives of some Australian Aboriginal women. Allen & Unwin, 1985
- mit Richard Barwick: Rebellion at Coranderrk. Aboriginal History Incorporated, Canberra 1998